# Kalkflachmooruferstreifen nördlich Seeleiten

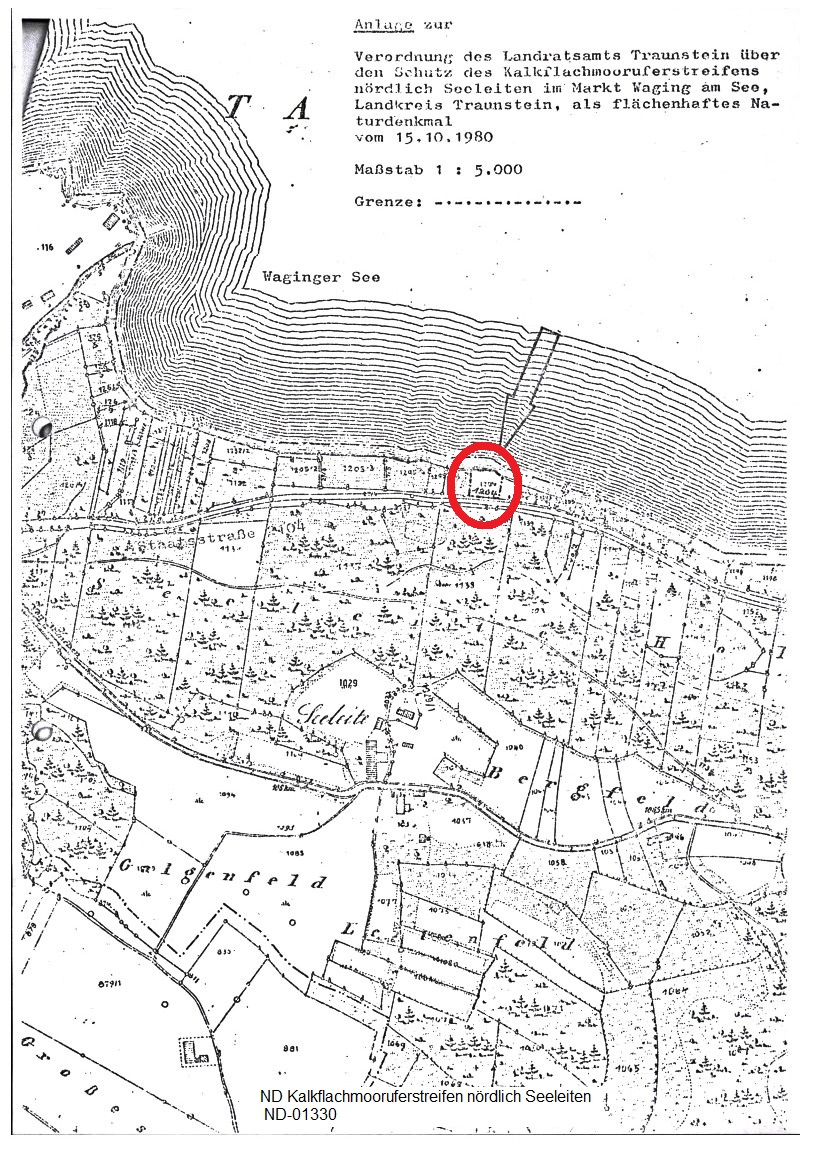
Lageplan Amtsblatt

Der Kalkflachmooruferstreifen nördlich Seeleiten am Westufer des Waginger Sees in der Gemeinde Waging am See ist ein 0,11 ha großes flächenhaftes Naturdenkmal im Landkreis Traunstein.
Er erhielt im Oktober 1980 durch Verordnung des Landratsamtes Traunstein den Schutzstatus und wird vom Bayerischen Landesamt für Umwelt unter der Nummer ND-01330 gelistet.

## Schutzzweck
Das Kalkflachmoor ist als flächenhaftes Naturdenkmal zu schützen, da es sich um den letzten Rest eines früher langen Hangquellmoorstreifen am Waginger See handelt und seine Erhaltung wegen seiner herausragenden Eigenart und Seltenheit, seiner ökologischen, wissenschaftlichen, floristischen und faunistischen Bedeutung im öffentlichen Interesse liegt.